# صنعت نرم‌افزار

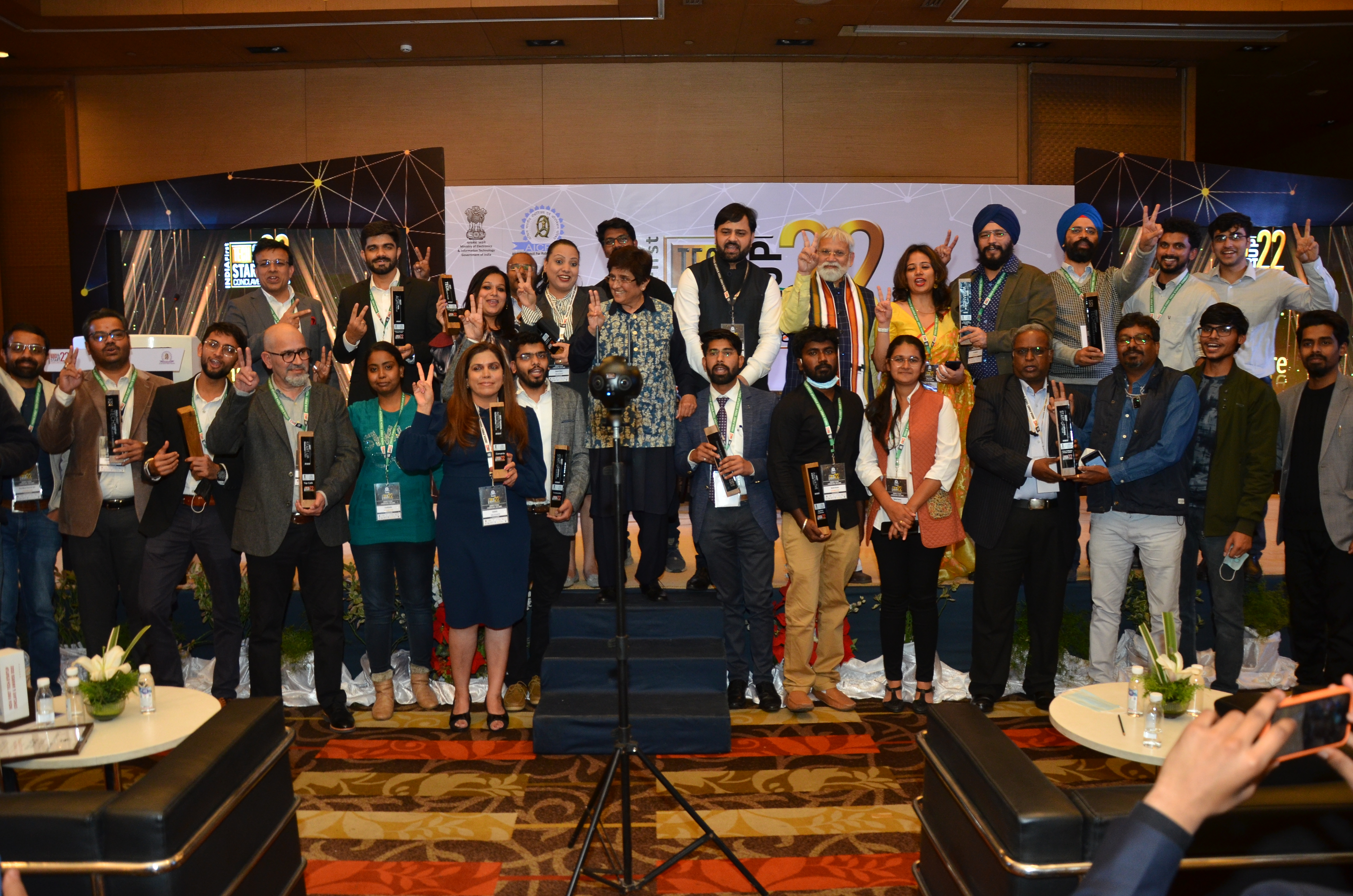
این تصویر نشان‌دهنده مراسم تقدیر از برترین‌های صنعت نرم‌افزار است که در آن برنامه‌نویسان، توسعه‌دهندگان و مدیران فناوری اطلاعات جوایز خود را دریافت می‌کنند. این رویداد نمادی از تلاش‌ها و دستاوردهای مهم در حوزه نرم‌افزار و فناوری اطلاعات است.

صنعت نرم‌افزار (انگلیسی: Software industry) از صنایع مرتبط با صنعت رایانه است، که کسب‌وکارهایی چون توسعه نرم‌افزار، تعمیر و نگهداری نرم‌افزار و انتشار انواع مختلف نرم‌افزار را در بر می‌گیرد. در صنعت نرم‌افزار از مدل‌های تجاری مختلفی همچون رایانش ابری (شامل اجاره نرم‌افزار، بستر به عنوان سرویس و سایر خدمات بر پایه رایانش ابری) و خدمات مبتنی بر مجوز، همچنین خدمات نرم‌افزاری مانند آموزش و مستندسازی نرم‌افزار، مشاوره و بازیابی اطلاعات، استفاده می‌شود.
واژه نرم‌افزار نخستین بار در سال ۱۹۵۳ به عنوان یک شوخی ابداع شد، اما تا دهه ۱۹۶۰ بکار گرفته نمی‌شد. تا پیش از این زمان، رایانه‌ها اغلب توسط مشتریان یا بوسیله معدود فروشندگان رایانه‌های تجاری، مانند آی‌بی‌ام و یونی‌وک برنامه‌نویسی می‌شدند. نخستین شرکتی که با هدف ارائه محصولات و خدمات نرم‌افزاری تأسیس شد، شرکت کاربردهای کامپیوتر (انگلیسی: Computer Usage Company) بود، که در سال ۱۹۵۵ راه‌اندازی شد.
امروزه صنعت نرم‌افزار گردش مالی قابل‌توجهی را به خود اختصاص داده‌است و برای نمونه در سال ۲۰۱۳ گردش مالی این صنعت بالغ بر ۴۰۷ میلیارد دلار برآورد گردید. چهار شرکت بزرگ صنعت نرم‌افزار شامل مایکروسافت، اوراکل، آی‌بی‌ام و اس آ پ می‌باشد.